# Tanjungmedar (plaats)
Tanjungmedar is een bestuurslaag in het regentschap Sumedang van de provincie West-Java, Indonesië. Tanjungmedar telt 812 inwoners (volkstelling 2010).